# 東京地下鉄道1200形電車
東京地下鉄道1200形電車（とうきょうちかてつどう1200がたでんしゃ）とは、東京地下鉄銀座線の前身である東京地下鉄道が、1934年の銀座駅 - 新橋駅間延伸開業に際し、2 - 3両編成で運転するのに必要となり増備した地下鉄電車。
1933年12月に1231 - 1238の8両、1934年3月に1239 - 1242の4両、同年5月に1243 - 1247の5両、同年6月に1248 - 1251の4両が汽車製造東京支店で、1934年6月に1252 - 1254の3両が神戸の川崎車輌兵庫工場でそれぞれ製造されて1231 - 1254の計24両が出揃った。

## 概要
従来型の1000・1100形電車を基本にしており、東京地下鉄道としては最後の新規製造形式となった。帝都高速度交通営団成立に際しても同一形式を継承、最後まで銀座線で使用された。

## 車体
| 使用時の運転室 |  | 非使用時の運転室 |
| 使用時の運転室 |  | 非使用時の運転室 |

基本構造は1000形・1100形のそれを踏襲する。
ただし、溶接技術の進展で1100形と比較しても車体外板のリベットが減少し、屋根の曲線が滑らかになった。また、前面の車両番号表記が連結時にどちらから見ても確認できるよう、左右2か所に記載されたことも外観上の大きな変更点である。
車内では、運転室仕切扉が運転機器をカバーできるように折り畳める構造となっており、客室確保に一役買っていた。これは、1300形以降は車掌台側の折り畳み構造に移行する。室内灯は、1100形までの間接照明に代わって、球の上半分を半透明とした半間接照明となり、これは後年の中間車化までそのままであった。

## 主要機器
従来のゼネラル・エレクトリック（GE）系機器に代わって、国産の三菱電機製機器が採用された。
主電動機はGE-259Cに代えてMB-231AFが採用された。これはその性能が示すとおりGE-259と極力仕様を揃えて設計された同等品であり、GE社のライバルであるウェスティングハウス・エレクトリック（WH）社と提携していた三菱電機としては異例の設計であった。
また、制御器もGE系のPC電空カム軸制御器に代わって、WH社の技術に基づくABF電空単位スイッチ式制御器が採用された。これはWH社の制御器命名ルールに従えばABFMとなるべき機種であり、PCとは制御シーケンスに互換性があって併結が可能であった。
これらの機器仕様はその後の銀座線車両に継承された。

## 運用・概況
竣工後在来車に互して使用され、戦中戦後の混乱期の酷使にもよく耐えた。
1964年以降、2000形を先頭車とした固定編成化を実施する過程で、1200形・1300形・1400形は順次運転台撤去車となった上で、1400形は中間電動車に、1200形・1300形は中間電動車を経て、1500N形の新造に伴い中間付随車に改造された。車内も2000形並みに更新された。なお付随車化で発生した主電動機は1700形の出力増強用に転用された。付随車は1300形と共に、車番の頭に“。”が標記された。末期には妻面窓と戸袋窓がHゴム支持化されていたが、1200形については客用扉の窓は1300形のように小窓化されず（1600形から移植された大窓車を除く）、廃車まで全車鋼製横桟入り二段大窓のものであった。
1500N形及び100形を除く銀座線鋼製車各形式に共通する事項として、電源系は高圧母線を引き通さず1両完結であり、なおかつ電動発電機などの低圧補助電源系は、予備灯用蓄電池を除き装備していない。このため、1200形・1300形は中間付随車化されてもコレクターシュー（集電靴）、蓄電池は存置された。室内灯などは600Vの直列回路であり、かつて電車線電圧600Vの鉄軌道では一般的手法であったが、都市高速鉄道では、銀座線鋼製車が最も遅くまで残った部類であった。
これに起因して、駅手前などに存在する第三軌条が途切れる区間（デッドセクション）では、母線が編成に通っていないため、車両室内灯が瞬間停電し、壁に設置された予備灯が点灯する光景が、2000形全廃時まで見られた。なお、丸ノ内線鋼製車及び銀座線1500N・01系以降の形式では電動発電機に取り付けられたフライホイールにより、瞬間停電を回避している。
1200形・1300形は、末期には銀座線浅草方から2両目に連結され、時代離れしたウィンドゥシル・ヘッダーを巻き、リベット外装とガーランドベンチレーターで異彩を放ちつつ使用されていた。1978年からは老朽化した台車がアルストム型のFS-387Aに交換されたが、01系量産車が登場した1984年から廃車が始まり、1986年に全車廃車となった。
1200形は営団地下鉄の歴代車両で最も長期間に亘って使用された形式であり、なおかつ落成から廃車に至るまで実に50年以上もの間同じ路線で使用され続けた稀有なケースだった。